# Georgian Bay
Georgian Bay es un municipio canadiense situado en la provincia de Ontario.

## Superficie
Georgian Bay tiene una superficie de 525,29 km².

## Demografía
En 2021, tenía 3441 habitantes, una densidad poblacional de 6,6 hab./km², y 5175 viviendas.